# Касос
Касос (грец. Κάσος) — муніципалітет на однойменному острові архіпелагу Додеканес, Греція. Острів омивається Карпатоським морем. Назва міста іншими мовами: італ. Caso,  Casciot.

## Географія
Острів розташований між островами Карпатос і Крит. Касос займає площу 69,464 км². Місто Фрі — єдиний порт Касоса. Найвища точка острова — гора Пріона висотою 550 м. На Касосі зовсім немає прісної води.

## Історія
У давні часи острів був безпечним портом для філістимлян. Тісний зв'язок із морем мешканців Касоса зберігався і у пізніший час, навіть в османську добу Касос був відомим портом. До території Королівства Греція Касос був приєднаний 1948 року.
На сучасному Касосі існують тільки 5 поселень: Фрі (335 мешканців), Ая-Маріна (393), Паная (17), Полі (78) та Арванітохорі (167).
Острів обслуговує аеропорт Цивільний аеропорт острів Касос, на який є рейси з Афін (через Родос до аеропорту Ая-Маріна), з Карпатоса та Сітії (Крит) або ж прибути на поромі з Пірея, з Кіклад, Криту, Родосу й інших островів Додеканесу.